# Slovjansk
Slovjansk (ukrajinsky Слов'янськ) či Slavjansk (rusky Славянск) je město na Ukrajině. Leží v Donbasu na východě země, spadá pod Doněckou oblast. Od oblastního centra Doněcku leží 110 km severně. Protéká jím řeka Kazennyj Torec, přítok Severního Doňce. Pod správu slovjanské městské rady spadají také blízká městečka Mykolajivka a Svjatohirsk.

## Historie

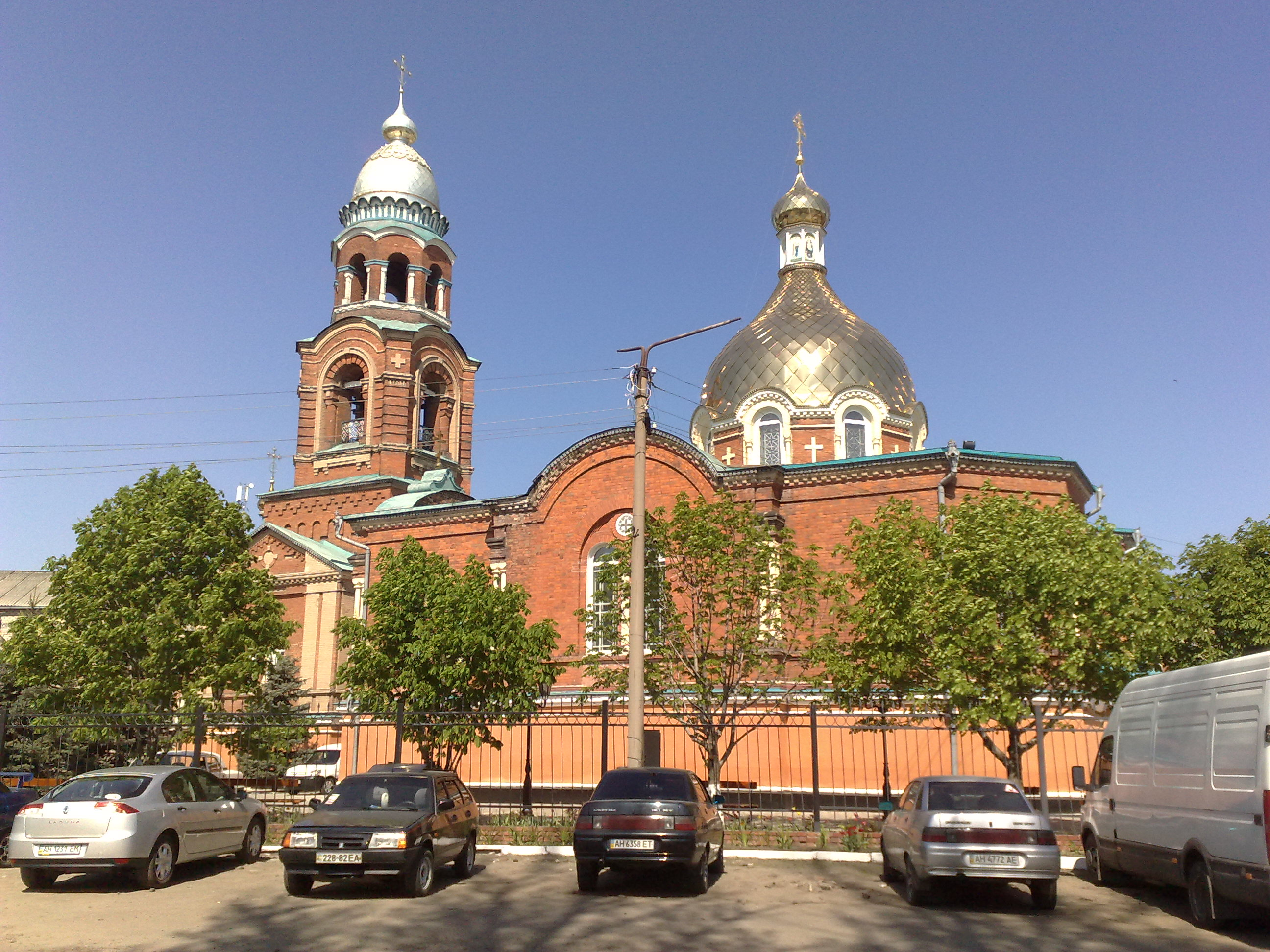
Chrám Alexandra Něvského

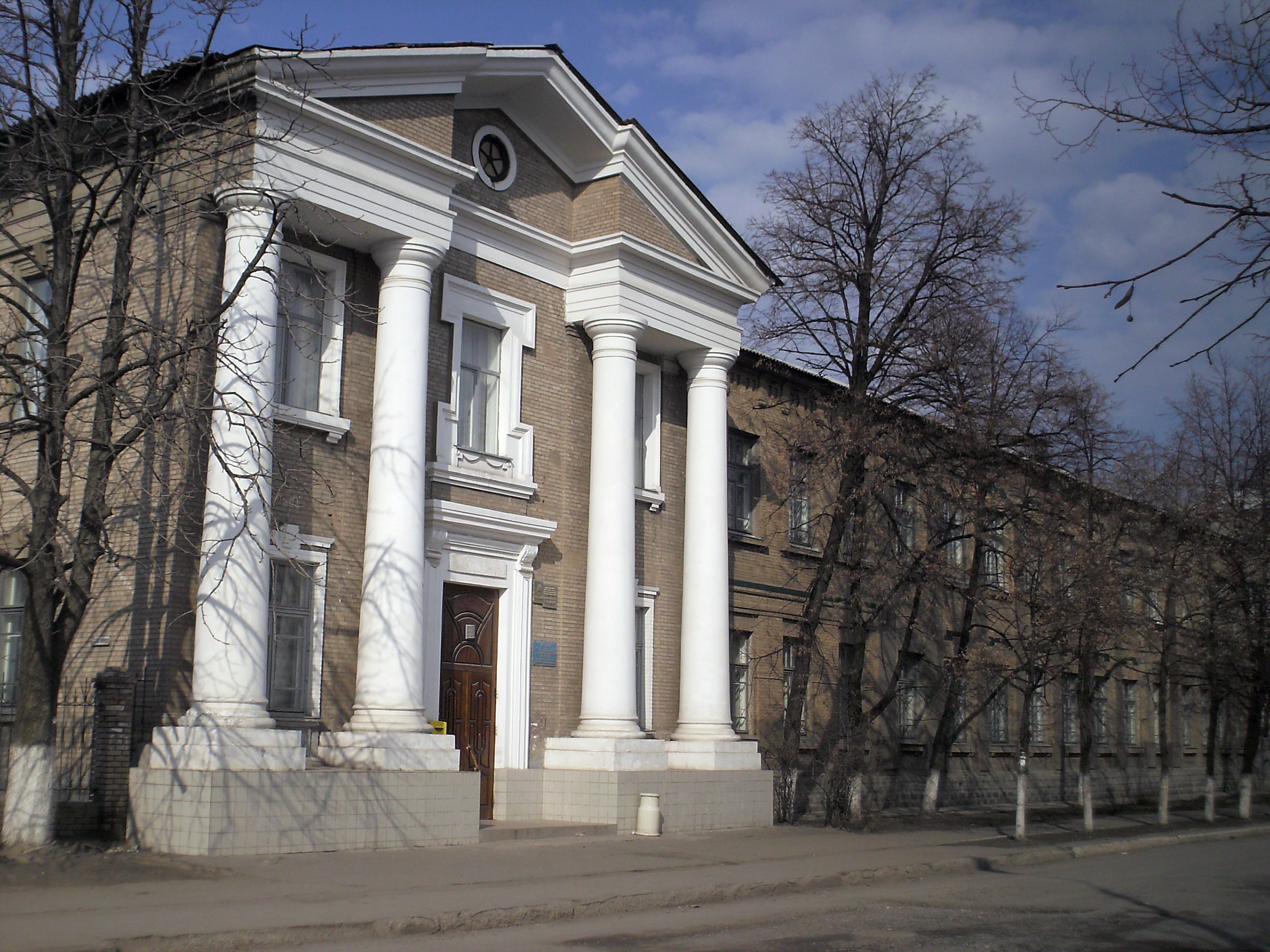
Budova univerzity (dříve dívčí gymnázium)

Město je jedno z nejstarších v oblasti, neboť vzniklo ještě před počátkem těžby uhlí, která v 19. století probudila region k rychlému růstu. V době nástupu cara Alexeje I. Michajloviče na ruský trůn roku 1645 postavili kozáci nedaleko slaného jezera Ropne pevnost „Tor“, která měla bránit nájezdům Krymských Tatarů do Ruského carství.
Kolem tvrze vyrostla osada, jejíž obyvatelé se zabývali vařením soli a obchodem s ní. Město bylo založeno v roce 1676. Roku 1784 bylo přejmenováno na Slavjansk a stalo se součástí Charkovské gubernie Ruského impéria. Během druhé poloviny 19. století se město stalo lázeňským letoviskem, prosperovala zde také továrna Essen-Kuzněcov na výrobu fajánsu.
Dne 12. dubna 2014 za proruských protestů na Ukrajině obsadili ozbrojení proruští demonstranti, hlásící se k lidové milici, místní radnici, policejní stanici a pobočku tajné služby SBU. Na radnici byla vztyčena ruská vlajka a na stanici měli ozbrojenci ukořistit přibližně 400 pistolí Makarov a 20 útočných pušek Kalašnikov. Město bylo osvobozeno ukrajinskou armádou 5. července 2014. Většina proruských vzbouřenců uprchla do Ruska nebo do města Doněck.
Během ruské invaze v roce 2022 se po dobytí Lysyčansku na přelomu června a července 2022 fronta posunula na západ a ruská armáda začala postupovat na Slovjansk. 80 % obyvatel město opustilo. Po osvobození nedalekého Lymanu ukrajinskou armádou během její protiofenzívy v říjnu 2022 se ruský vojenský tlak na město snížil.

## Ekonomika
Město mělo několik větších průmyslových závodů, bylo střediskem lázeňství. K lázeňským domům a hotelům patří také balneologický ústav. Mělo také poměrně dobře vybudovanou infrastrukturu. Kromě toho bylo dopravním uzlem (zejména železničním). V provozu byla trolejbusová doprava (od r. 1977; 4 linky).

## Obyvatelstvo
V roce 2021 mělo město 106 972 obyvatel. Při sčítání lidu v roce 2001 se 73,1 % obyvatel označilo za Ukrajince a 23,6 % za Rusy. 41,3 % Ukrajinců uvedlo jako svůj rodný jazyk ruštinu.
| 1897   | 1920   | 1926   | 1939   | 1959   | 1970    | 1979    | 1989    | 2001    | 2005    | 2012    | 2021    |
| ------ | ------ | ------ | ------ | ------ | ------- | ------- | ------- | ------- | ------- | ------- | ------- |
| 15 600 | 31 000 | 28 000 | 75 500 | 83 000 | 124 000 | 140 256 | 135 300 | 124 829 | 122 049 | 117 994 | 106 972 |

## Kultura a školství
- Palác kultury
- Památky: pravoslavné chrámy Alexandra Něvského a Kristova vzkříšení, mnohé historické stavby se dochovaly v ruinách (dvě budovy továrny na fajáns, hrobka rodiny Zaleských)
- Univerzita, několik středních škol

## Osobnosti
- Petr Končalovský (1876 –1956), malíř
- Mychajlo Petrenko (1817 –1863), básník
- Boris Sluckij (1919–1986), básník
- Mykola Ilarionovič Semejko (1923 Slovjansk – 1945 východní Prusko), válečný pilot, sestřelen
- Zinovyj (Korzinkin) (* 1948), kněz ruské pravoslavné církve, hudební pedagog a bývalý biskup